# Mosteiros (Arronches)
Mosteiros is een plaats (freguesia) in de Portugese gemeente Arronches en telt 449 inwoners (2001).